# Ichneumon rubicundus
Ichneumon rubicundus är en stekelart som beskrevs av Geoffroy 1785. Ichneumon rubicundus ingår i släktet Ichneumon och familjen brokparasitsteklar. Inga underarter finns listade i Catalogue of Life.